# Reiswühler
Die Reiswühler (Oryzorictes), manchmal auch als Maulwurftenreks bezeichnet, sind eine Säugetiergattung aus der Gruppe der Reistenreks innerhalb der Familie der Tenreks (Tenrecidae). Sie kommen endemisch auf Madagaskar vor. Die Gattung besteht aus zwei Arten, dem Eigentlichen Reiswühler und dem Vierzehen-Reiswühler. Es handelt sich um mittelgroße Vertreter der Reistenreks. Ihr Körperbau ist kompakt, Nase und Ohren sind klein und der Schwanz erreicht nur die Hälfte der Länge des restlichen Körpers. Außerdem weisen die Tiere breite Füße mit kräftigen Krallen auf. Sie sind dadurch an eine grabende Lebensweise angepasst. Die bevorzugten Habitat umfassen tropische Regenwälder, Feuchtgebiete und offene Gebüschlandschaften in höheren Gebirgslagen, teilweise sind die Reiswühler auch auf Reisfeldern anzutreffen. Die Nahrung umfasst überwiegend Wirbellose, ansonsten ist über die Lebensweise der Tiere nur wenig bekannt. Die Erstbeschreibung der Gattung erfolgte im Jahr 1870.

## Merkmale

### Habitus
Die Reiswühler erreichen eine Kopf-Rumpf-Länge von 9,9 bis 12,4 cm, zuzüglich eines 3,8 bis 6,2 cm langen Schwanzes beträgt die Gesamtlänge der Tiere 13,7 bis 17,2 cm. Das Körpergewicht variiert – soweit bekannt – zwischen von 28 und 40 g. Beide Arten ähneln sich in ihrer Größe. Die Tiere sind an eine grabende Lebensweise angepasst, ihr Körperbau zeigt dadurch Ähnlichkeiten mit dem der Maulwürfe. Der Körper ist kompakt gebaut, die Gliedmaßen sind kurz und kräftig und enden in breiten Füßen. Die Hinterfüße besitzen jeweils fünf Strahlen, die Vorderfüße weisen beim Eigentlichen Reiswühler (Oryzorictes hova) fünf, beim Vierzehen-Reiswühler (Oryzorictes tetradactylus) vier Strahlen auf. Die drei mittleren Strahlen verfügen in der Regel über kräftige lange Krallen, die an den Vorderfüßen Grabkrallen entsprechen. Des Weiteren sind die Augen und Ohren relativ klein, der Schwanz ist nackt und wird nur etwa halb so lang wie der übrige Körper. Das Fell besitzt eine weiche Textur, die Rückenfärbung fällt sehr variabel aus und reicht von einem dunklen Graubraun über ein schwarzes Braun bis zu einem hellen, blassen Braun. Die Unterseite ist dunkel- oder hellbraun gefärbt.

### Schädel- und Gebissmerkmale
Der Schädel der Reiswühler ist sehr massiv gestaltet und vor allem in der Region des Rostrums deutlich gestreckt. Der Hirnschädel zeigt sich kurz, breit und tief. Das Längenverhältnis des vorderen zum hinteren Schädelabschnitt liegt bei 0,54 zu 0,46. Wie bei allen Tenreks ist der Jochbogen nicht vollständig ausgebildet. Markant sind kräftige Knochenmarken auf dem Hirnschädel, die als Muskelansatzstellen fungieren. Das Gebiss umfasst insgesamt 40 Zähne mit folgender Zahnformel: {\displaystyle {\frac {3.1.3.3}{3.1.3.3}}}. Die Schneidezähne ähneln denen der Kleintenreks (Microgale), allerdings sind die zusätzlichen Höckerchen an den Zahnkronen weniger prominent gestaltet. Der obere dritte Schneidezahn ist besonders klein. Der obere und untere Eckzahn repräsentiert abweichend von den Kleintenreks den höchsten Zahn in der jeweiligen Zahnreihe, er hat eine deutliche eckzahnartige Gestalt (caniniform). Im hinteren Gebiss gibt es nur wenige Unterschiede zu den Kleintenreks. Die Molaren besitzen ein zalambdodontes Kauflächenmuster, das sich aus drei Haupthöckern (Para-, Proto- und Metaconus; bezogen auf die Oberkiefermolare) in dreieckiger Anordnung zusammensetzt.

### Skelettmerkmale
Die Wirbelsäule besteht aus 7 Hals-, 17 Brust-, 5 bis 6 Lenden-, 2 Kreuzbein- und 19 bis 20 Schwanzwirbeln. Die Anpassung der Reiswühler an eine grabende Fortbewegung finden hauptsächlich in der Anatomie der Vordergliedmaßen ihre Bestätigung. Das Schulterblatt ist äußerst lang und schlank gebaut und verfügt über ein langes Acromion. Der hier ansetzende Musculus deltoideus sorgt für eine ausreichende Rotationsfähigkeit des Armes. Abweichend von allen anderen Reistenreks (Oryzorictinae) hat der Oberarmknochen einen äußerst massiven Bau und ist sowohl am Schaft als auch an den Gelenkenden deutlich verbreitert. Am Schaft besteht zudem eine massige deltopectorale Leiste für den Ansatz der Schulter- und Armmuskulatur. Der Oberarmknochen übertrifft die Speiche an Länge. An der Elle zieht der obere Gelenkfortsatz, das Olecranon, stark aus und nimmt etwa 27 % der Länge des gesamten Knochens ein. Dadurch kann die hier ansetzende Unterarmmuskulatur eine deutlich größere Hebelkraft entwickeln. Die Hände sind sehr breit gebaut und bestehen aus kurzen und gedrungenen Einzelknochen. Das Kahnbein, das Mondbein und das Os centrale der Handwurzel bilden eine Einheit und schränken so die Beweglichkeit der Hand ein. Die Reiswühler besitzen dadurch den höchsten Grad an Knochenfusionen im Handgelenk innerhalb der Tenreks. An den Strahlen II und III bestehen äußerst kräftige Krallen, die länger und höher als bei den anderen Reistenreks sind.

## Verbreitung
Die Reiswühler kommen endemisch in Madagaskar vor. Sie bewohnen dort die östlichen Landesteile, während sich das Verbreitungsgebiet des Eigentlichen Reiswühler über nahezu die gesamte Länge des Inselstaates erstreckt, ist das des Vierzehen-Reiswühler auf die zentral- und südöstlichen Landesteile beschränkt. Beide Arten sind mit feuchten Regenwäldern, Marschlandschaften und offenen Gebieten in Gebirgslagen assoziiert, der Vierzehen-Reiswühler lebt dabei auch in Bereichen oberhalb der Baumgrenze. Es wird angenommen, dass sich die Tiere seit der Besiedlung Madagaskars durch den Menschen und mit dessen Kultivierung des Reises neue Habitate erschlossen haben. Dadurch kommen sie auch in anthropogen überprägten Lebensräumen vor. Allgemein sind beide Arten relativ selten und in Folge ihrer unterirdischen Lebensweise schwer zu beobachten.

## Lebensweise
Die Lebensweise der Reiswühler ist kaum erforscht. Sie graben unterirdische Gänge in Humusböden in Fluss- und Stromnähe, teilweise auch auf Reisfeldern. Ihre Ernährung basiert auf Wirbellosen wie Insekten und Regenwürmern, was sowohl durch Analysen von Mageninhalten als auch durch Isotopenuntersuchungen belegt ist. Zur Fortpflanzung liegen so gut wie keine Daten vor.

## Systematik
Die Reiswühler bilden eine Gattung innerhalb der Familie der Tenreks (Tenrecidae). Gemeinsam mit den Kleintenreks (Microgale) und den Vertretern der Gattung Nesogale werden sie zusätzlich zu den Reistenreks (Oryzorictinae) zusammengefasst, eine der drei Unterfamilien der Tenreks. Zu den beiden anderen gehören die stachelhaarigen Igeltenreks (Tenrecinae) und die monotypischen Erdtenreks (Geogalinae). Die Reiswühler stellen die Schwestergruppe der beiden anderen Gattungen der Reistenreks dar, was sich in mehreren molekulargenetischen Analysen bestätigte. Neben ihrem deutlich an das Graben angepassten Körperbau verfügen die Reiswühler als unterscheidendes Merkmal über einen stärker spezialisierten Eckzahn. Die Abtrennung der Reiswühler von den übrigen Reistenreks fand bereits im Oberen Oligozän vor etwa 27,8 Millionen Jahren statt. Die weitere Aufspaltung der Reiswühler in die heute bestehenden Linien erfolgte aber erst im Pliozän vor gut 4,75 Millionen Jahren.
Heute werden zwei Arten unterschieden:
- Eigentlicher Reiswühler (Oryzorictes hova A. Grandidier, 1870); im östlichen Madagaskar
- Vierzehen-Reiswühler (Oryzorictes tetradactylus A. Grandidier & Milne-Edwards, 1882); im zentral- bis südöstlichen Madagaskar

Beide Arten sind sich sehr ähnlich, neben der abweichenden Anzahl der Zehen des Vorderfußes stellt der nicht ganz so massive Bau des Schädels des Vierzehen-Reiswühlers ein wichtiges Unterscheidungsmerkmal gegenüber dem Eigentlichen Reiswühler dar. Mit Oryzorictes talpoides und Oryzoryctes niger wurden noch zwei weitere Arten eingeführt. Erstere stellt heute ein Synonym des Eigentlichen Reiswühlers, letztere des Vierzehen-Reiswühlers dar. Genetische Untersuchungen des Eigentlichen Reiswühlers aus dem Jahr 2018 lassen annehmen, dass die Form wenigstens drei bis vier kryptische Arten  enthält.
Die Gattung der Reiswühler hatte Alfred Grandidier im Jahr 1870 zusammen mit dem Eigentlichen Reiswühler kreiert, die Art stellt daher die Nominatform dar. Den Namen Oryzorictes leitete Grandidier aus den griechischen Wörtern όρυζα (oryza „Reis“) und ορύκτηϛ (oryctes „Grabender“) her. Er bezog sich dabei auf die Beobachtung, dass die Tiere häufig in Reisfeldern angetroffen wurden und dort auch die Pflanzen durch ihre Grabeaktivitäten beschädigten. Im Jahr 1918 etablierte Oldfield Thomas die Gattung Nesoryctes, in welche er den Vierzehen-Reiswühler aufgrund seines etwas grazileren Schädelbaus und des nur vierstrahligen Vorderfußes einordnete. In der nachfolgenden Zeit wurde Nesoryctes entweder als Untergattung von Oryzorictes geführt oder als Synonym aufgefasst.

## Bedrohung und Schutz
Der Bestand des Eigentlichen Reiswühlers wird von der IUCN aufgrund seiner weiten Verbreitung und seiner Toleranz gegenüber menschlichen Aktivitäten als „nicht bedroht“ (least concern) eingestuft. Demgegenüber ist die Informationslage zum Vierzehen-Reiswühler zu dünn, um ihn einer bestimmten Gefährdungskategorie zuzuweisen („ungenügende Datengrundlage“ beziehungsweise data deficient). Beide Arten kommen in Naturschutzgebieten vor, gemeinsam sind sie im Nationalpark Andringitra anzutreffen.